# Soriculus
Genre
Soriculus est un genre de musaraignes. Toutes les espèces de ce genre sont éteintes, sauf la Musaraigne de l'Himalaya (en) (Soriculus nigrescens).

## Liste des espèces
Le genre comprend plusieurs espèces :
- Soriculus caudatus (Horsfield, 1851)
- Soriculus fumidus Thomas, 1913
- Soriculus hypsibius De Winton, 1899
- Soriculus lamula (Thomas, 1912)
- Soriculus leucops (Horsfield, 1855)
- Soriculus macrurus Blanford, 1888
- Soriculus nigrescens (en) (Gray, 1842)
- Soriculus parca (G. M. Allen, 1923)
- Soriculus salenskii Kastschenko, 1907
- Soriculus smithii (Thomas, 1911)